# آموزش بیمار

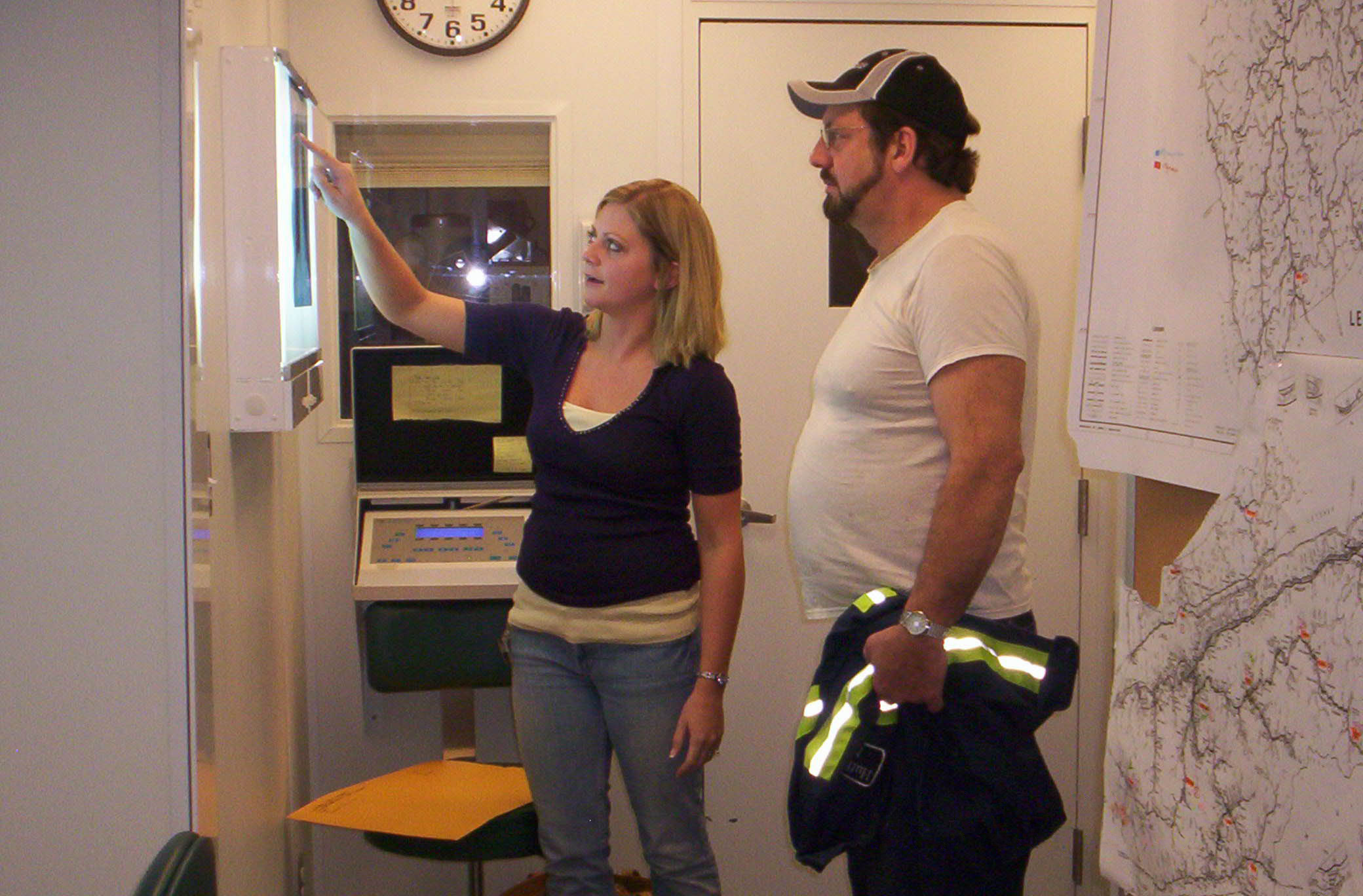
آموزش گرافی ریه به یک کارگر معدن زغال‌سنگ که در غربالگری مشارکت کرده است.

آموزش بیمار (به انگلیسی: Patient education) در جهان کنونی ضرورت آموزش به بیمار بسیار حس می‌شود. با توجه به محدودیت‌های مراکز مراقبت‌های بهداشتی و ضرورت کاهش دوره بستری مشخص شده و نیاز به اطلاع رسانی، افزایش آگاهی بهداشتی مردم از اولویت و اهمیت خاصی برخوردار شده است. اثرات ارزنده و مفید آموزش به بیمار بارها در تحقیقات مختلف تایید شده است. از آنجا که ارتقاء سلامتی از اولویت‌های سیستم‌های بهداشتی در جهان محسوب می‌شود آموزش به بیمار و افزایش توانایی افراد در مراقبت از خود کلید اصلی رسیدن به این منظور است. لازم به ذکر است که آموزش به بیمار باعث افزایش رضایت مددجو، بهبود کیفیت زندگی، اطمینان از تداوم مراقبت و کاهش اضطراب بیمار می‌شود.

## تعریف آموزش به بیمار
آموزش به بیمار فرایندی است که فرصت‌های یادگیری را برای بیمار و خانواده وی در زمینه بیماری، درمان، مکانیسم‌های سازگاری و افزایش مهارت‌ها را فراهم می‌کند.

## اهداف
- حفظ و ارتقاء سلامتی و پیشگیری از بیماری
- بازگشت به سلامتی
- سازگاری با اختلال در عملکرد

## مزایای آموزش به بیمار
- افزایش رضایتمندی بیماران
- کاهش اضطراب بیمار
- کاهش دوره بستری
- ارتقاء نتایج مثبت درمان با پایبندی بیشتر بیماران به اقدامات مراقبتی
- کاهش هزینه‌های درمانی و بهداشتی
- اطمینان از تداوم مراقبت‌ها
- بهبود کیفیت زندگی بیمار
- کاهش بروز عوارض بیماری
- افزایش توانمندی و مشارکت در برنامه‌های درمانی و مراقبتی
- کاهش ریزش مجدد بیماران
- توانمندسازی جامعه

## انواع روش‌های آموزش به بیمار
- رو در رو : برگزاری جلسات آموزشی مستقیم با بیمار
- رسانه مکتوب : آموزش بیمار از طریق پمفلت‌های آموزشی که منتشر شده و به بیماران داده می‌شود.
- رسانه‌های دیجیتال: وب سایت‌های تخصصی[۱] و مرتبط با انجمن‌های علمی و حرفه‌ای مرتبط با هر بیماری.